# Műugrás a 2016. évi nyári olimpiai játékokon
A 2016. évi nyári olimpiai játékokon a műugrásban összesen 8 versenyszámot rendeztek. A műugrás versenyszámait augusztus 7. és augusztus 20. között tartották. Magyarországot Kormos Villő műugró képviselte a játékokon.

## Az olimpián részt vevő nemzetek
29 nemzet 136 műugrója – 68 férfi és ugyanennyi nő – vesz részt, az alábbi megbontásban:
| Részt vevő nemzetek férfi / nő megbontásban | Részt vevő nemzetek férfi / nő megbontásban | Részt vevő nemzetek férfi / nő megbontásban | Részt vevő nemzetek férfi / nő megbontásban | Részt vevő nemzetek férfi / nő megbontásban | Részt vevő nemzetek férfi / nő megbontásban | Részt vevő nemzetek férfi / nő megbontásban | Részt vevő nemzetek férfi / nő megbontásban | Részt vevő nemzetek férfi / nő megbontásban | Részt vevő nemzetek férfi / nő megbontásban | Részt vevő nemzetek férfi / nő megbontásban | Részt vevő nemzetek férfi / nő megbontásban |
| ------------------------------------------- | ------------------------------------------- | ------------------------------------------- | ------------------------------------------- | ------------------------------------------- | ------------------------------------------- | ------------------------------------------- | ------------------------------------------- | ------------------------------------------- | ------------------------------------------- | ------------------------------------------- | ------------------------------------------- |
| nemzet                                      | F                                           | N                                           | nemzet                                      | F                                           | N                                           | nemzet                                      | F                                           | N                                           | nemzet                                      | F                                           | N                                           |
| Ausztrália                                  | 4                                           | 5                                           | Fehéroroszország                            | 2                                           | 0                                           | Kína                                        | 6                                           | 7                                           | Oroszország                                 | 4                                           | 4                                           |
| Ausztria                                    | 1                                           | 0                                           | Franciaország                               | 2                                           | 1                                           | Kolumbia                                    | 3                                           | 1                                           | Puerto Rico                                 | 1                                           | 0                                           |
| Brazília                                    | 5                                           | 4                                           | Hollandia                                   | 0                                           | 1                                           | Magyarország                                | 0                                           | 1                                           | Új-Zéland                                   | 0                                           | 1                                           |
| Dél-afrikai Köztársaság                     | 0                                           | 1                                           | Horvátország                                | 0                                           | 1                                           | Malajzia                                    | 2                                           | 4                                           | Ukrajna                                     | 3                                           | 4                                           |
| Dél-Korea                                   | 1                                           | 0                                           | Írország                                    | 1                                           | 0                                           | Mexikó                                      | 5                                           | 4                                           | Venezuela                                   | 2                                           | 0                                           |
| Egyesült Államok                            | 5                                           | 5                                           | Jamaica                                     | 1                                           | 0                                           | Nagy-Britannia                              | 5                                           | 6                                           |                                             |                                             |                                             |
| Egyiptom                                    | 2                                           | 2                                           | Japán                                       | 2                                           | 1                                           | Németország                                 | 4                                           | 4                                           |                                             |                                             |                                             |
| Észak-Korea                                 | 0                                           | 3                                           | Kanada                                      | 3                                           | 4                                           | Olaszország                                 | 4                                           | 4                                           |                                             |                                             |                                             |

F = férfi, N = nő

## Eseménynaptár
| S                                         | Selejtezők | E | Elődöntők | D | Döntő |
| De. = Délelőtt, Du. = Délután, Es. = Este |            |   |           |   |       |

| aug.                | 7   | 8   | 9   | 10  | 11 | 12  | 13  | 14  | 15  | 16  | 16  | 17  | 18  | 18  | 19  | 20  | 20  |
| Versenyszám ↓       | Du. | Du. | Du. | Du. |    | Du. | Du. | Du. | Du. | De. | Es. | Du. | De. | Du. | Du. | De. | Du. |
| ------------------- | --- | --- | --- | --- | -- | --- | --- | --- | --- | --- | --- | --- | --- | --- | --- | --- | --- |
| Férfi 3 m egyéni    |     |     |     |     |    |     |     |     | S   | E   | D   |     |     |     |     |     |     |
| Férfi 10 m egyéni   |     |     |     |     |    |     |     |     |     |     |     |     |     |     | S   | E   | D   |
| Férfi 3 m szinkron  |     |     |     | D   |    |     |     |     |     |     |     |     |     |     |     |     |     |
| Férfi 10 m szinkron |     | D   |     |     |    |     |     |     |     |     |     |     |     |     |     |     |     |
| Női 3 m egyéni      |     |     |     |     |    | S   | E   | D   |     |     |     |     |     |     |     |     |     |
| Női 10 m egyéni     |     |     |     |     |    |     |     |     |     |     |     | S   | E   | D   |     |     |     |
| Női 3 m szinkron    | D   |     |     |     |    |     |     |     |     |     |     |     |     |     |     |     |     |
| Női 10 m szinkron   |     |     | D   |     |    |     |     |     |     |     |     |     |     |     |     |     |     |

## Éremtáblázat

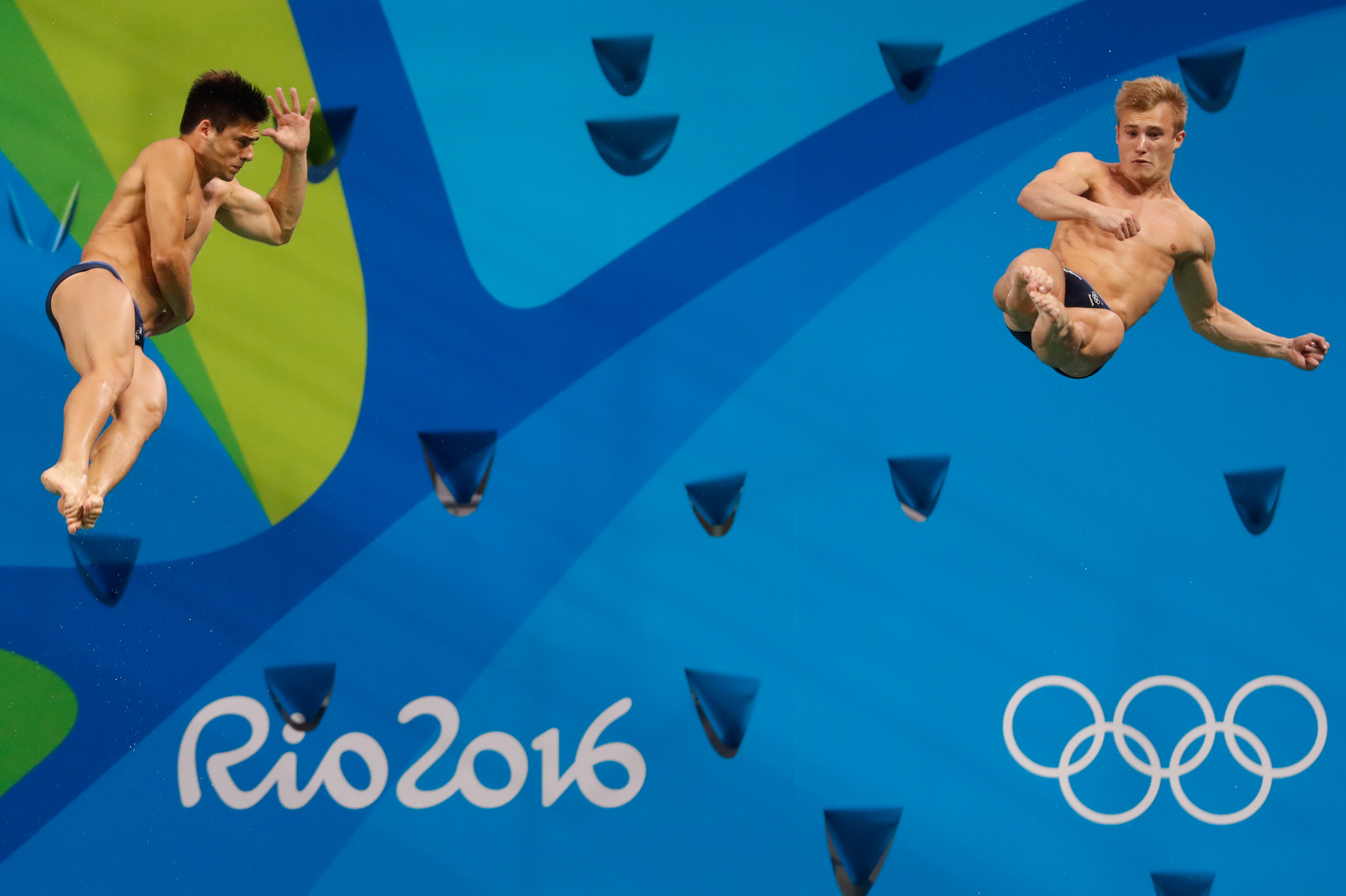
A győztes brit páros: Chris Mears (balra) és Jack Laugher (jobbra). Férfi szinkron műugrás

| A 2016. évi nyári olimpiai játékok éremtáblázata műugrásban | A 2016. évi nyári olimpiai játékok éremtáblázata műugrásban | A 2016. évi nyári olimpiai játékok éremtáblázata műugrásban | A 2016. évi nyári olimpiai játékok éremtáblázata műugrásban | A 2016. évi nyári olimpiai játékok éremtáblázata műugrásban | Olimpia  |
| ----------------------------------------------------------- | ----------------------------------------------------------- | ----------------------------------------------------------- | ----------------------------------------------------------- | ----------------------------------------------------------- | -------- |
|                                                             | Ország                                                      | Arany                                                       | Ezüst                                                       | Bronz                                                       | Összesen |
| 1.                                                          | Kína (CHN)                                                  | 7                                                           | 2                                                           | 1                                                           | 10       |
| 2.                                                          | Nagy-Britannia (GBR)                                        | 1                                                           | 1                                                           | 1                                                           | 3        |
|                                                             |                                                             |                                                             |                                                             |                                                             |          |
| 3.                                                          | Egyesült Államok (USA)                                      | 0                                                           | 2                                                           | 1                                                           | 3        |
| 4.                                                          | Olaszország (ITA)                                           | 0                                                           | 1                                                           | 1                                                           | 2        |
| 5.                                                          | Malajzia (MAS)                                              | 0                                                           | 1                                                           | 0                                                           | 1        |
| 5.                                                          | Mexikó (MEX)                                                | 0                                                           | 1                                                           | 0                                                           | 1        |
|                                                             |                                                             |                                                             |                                                             |                                                             |          |
| 7.                                                          | Kanada (CAN)                                                | 0                                                           | 0                                                           | 2                                                           | 2        |
| 8.                                                          | Ausztrália (AUS)                                            | 0                                                           | 0                                                           | 1                                                           | 1        |
| 8.                                                          | Németország (GER)                                           | 0                                                           | 0                                                           | 1                                                           | 1        |
|                                                             |                                                             |                                                             |                                                             |                                                             |          |
| Összesen                                                    | Összesen                                                    | 8                                                           | 8                                                           | 8                                                           | 24       |

## Érmesek

### Férfi
| A 2016. évi nyári olimpiai játékok érmesei férfi műugrásban |                                                            |        |                                                        |        |                                                       |        |
| Versenyszám                                                 | Arany                                                      | Arany  | Ezüst                                                  | Ezüst  | Bronz                                                 | Bronz  |
| 3 m műugrás                                                 | Cao Jüan (Cao Yuan) · Kína (CHN)                           | 547,60 | Jack Laugher · Nagy-Britannia (GBR)                    | 523,85 | Patrick Hausding · Németország (GER)                  | 498,90 |
| 10 m toronyugrás                                            | Csen Aj-szen (Chen Aisen) · Kína (CHN)                     | 585,30 | Germán Sánchez · Mexikó (MEX)                          | 532,70 | David Boudia · Egyesült Államok (USA)                 | 525,25 |
| 3 m szinkronugrás                                           | Nagy-Britannia (GBR) · Chris Mears · Jack Laugher          | 454,32 | Egyesült Államok (USA) · Sam Dorman · Michael Hixon    | 450,21 | Kína (CHN) · Cao Jüan (Cao Yuan) · Csin Kaj (Qin Kai) | 443,70 |
| 10 m szinkronugrás                                          | Kína (CHN) · Csen Aj-szen (Chen Aisen) · Lin Jüe (Lin Yue) | 496,98 | Egyesült Államok (USA) · David Boudia · Steele Johnson | 457,11 | Nagy-Britannia (GBR) · Tom Daley · Daniel Goodfellow  | 444,45 |

### Női
| A 2016. évi nyári olimpiai játékok érmesei női műugrásban |                                                                      |        |                                                        |        |                                                     |        |
| Versenyszám                                               | Arany                                                                | Arany  | Ezüst                                                  | Ezüst  | Bronz                                               | Bronz  |
| 3 m műugrás                                               | Si Ting-mao (Shi Tingmao) · Kína (CHN)                               | 406,05 | Ho Ce (He Zi) · Kína (CHN)                             | 387,90 | Tania Cagnotto · Olaszország (ITA)                  | 372,80 |
| 10 m toronyugrás                                          | Zsen Csien (Ren Qian) · Kína (CHN)                                   | 439,25 | Sze Ja-csie (Si Yajie) · Kína (CHN)                    | 419,40 | Meaghan Benfeito · Kanada (CAN)                     | 389,20 |
| 3 m szinkronugrás                                         | Kína (CHN) · Si Ting-mao (Shi Tingmao) · Vu Min-hszia (Wu Minxia)    | 345,60 | Olaszország (ITA) · Tania Cagnotto · Francesca Dallapè | 313,83 | Ausztrália (AUS) · Maddison Keeney · Anabelle Smith | 299,19 |
| 10 m szinkronugrás                                        | Kína (CHN) · Csen Zso-lin (Chen Ruolin) · Liu Huj-hszia (Liu Huixia) | 354,00 | Malajzia (MAS) · Jun Hoong Cheong · Pandelela Rinong   | 344,34 | Kanada (CAN) · Meaghan Benfeito · Roseline Filion   | 336,18 |